# مملكة سالونيك
مملكة صلونيك أو سالونيك كانت أحد الدول الصليبية التي تأسست بعد الحملة الصليبية الرابعة كانت قصيرة الأجل، تأسست بعد غزو الأراضي البيزنطية في مقدونيا وثيساليا.

## التاريخ

### الخلفية
بعد سقوط القسطنطينية على يد الصليبين في 1204، كان بونيفاس دي مونفيراتو أحد زعماء هذه الحملة الصليبية، وكان من المتوقع من قبل الصليبيين أن يصبح الإمبراطور الجديد، ودعمه في البنادقة الذين رأوا فيه أنه كان الصلة وثيقة بالإمبراطورية البيزنطية، حيث تزوج أخاه كونراد أحد بنات العائلة المالكة البيزنطية، بحيث أراد البنادقة إمبراطوراً يستطيعون السيطرة عليه بسهولة أكبر، وإلا أن في نهاية المطاف تم انتخاب بالدوين من فلاندرز كإمبراطور لـ الإمبراطورية اللاتينية الجديدة.

### تأسيس
لم يقبل بونيفاس بـ نتيجة وقام باحتلال سالونيك ثاني أكبر مدينة البيزنطية بعد القسطنطينية، في البداية كان عليه النتافس مع الإمبراطور بالدوين الذي أرادها هو الأخر، وخارج في وقت لاحق في 1204 للاستيلاء عليها.
بين عامين 1204-05 تمكن بونيفاس من توسيع حكمه جنوباً في اليونان، تقدم خلال ثيساليا وبيوتيا ووابية وأتيكا بيدو أن حدود مملكة سالونيك الفعلية امتدت نحو دوموكوس وفارسالا وفيليستينو جنوب ثيساليا مع مدينتين زيتونيون ورافينيكا كانتا تحت حكم محافظين من قبل الإمبراطور اللاتيني.

### السقوط
هاجم مايكل الأول كومينين دوكاس أمير إبيروس المملكة منذ عام 1210 بحيث كان حليف رئيسي لـ بونيفاس ، وعند وفاته خلف شقيقه تيودور بدء يشن غارات على المملكة، واستطاع تدريجياً احتلال المملكة على مدى التسع سنوات المقبلة باستثناء سالونيك نفسها، حيث أن الإمبراطورية اللاتينية مشغولة في الدفاع عن نفسها ضد نيقية في آسيا، وأيضا ديمتريوس لم يستطيع الدفاع عن ملكه، وبذلك استطاع تيودور أخذها، وأصبحت جزءاً من إبيروس.

## الملوك
- 1204 - 1207: بونيفاس دي مونفيراتو (بونيفاس الأول).
- 1207 - 1224: ديمتريوس دي مونفيراتو (ديمتريوس الأول).
  - 1027 - 1209: أوبيرتو الثاني دي بياندرات؛ وصي.
  - 1210 - 1217/16: يوستاس دي فلاندرز (مع برتولد من كاتزنلنبوغن)؛ وصي.
  - 1217: برتولد من كاتزنلنبوغن، وصي.
  - 1221 - 1224: غي بالافيسني، وصي.

### حاملو اللقب
- 1224 - 1230: ديمتريوس دي مونفيراتو (ديمتريوس).
- 1230 - 1239: فريدريك الثاني، إمبراطور روماني مقدس (فريدريك).
- 1239 - 1253: بونيفاس الثاني، ماركيز مونفيراتو (بونيفاس الثاني).
- 1253 - 1284: ويليام السابع، ماركيز مونفيراتو (ويليام).
- 1266 - 1271: هيو الرابع، دوق بورغندي (هيو الأول) منافس.
- 1273 - 1305: روبرت الثاني، دوق بورغندي (روبرت) منافس بين عامي 1271-1284.
- 1274 - 1277: فيليب من صقلية منافس أخر.
- 1305 - 1313: هيو الخامس، دوق بورغندي (هيو الثاني).
- 1313 - 1316: لويس من بورغندي (لويس الأول).
- 1316 - 1320: أودو الرابع، دوق بورغندي (أودو)؛ باع حقه.
- 1320: لويس الأول، دوق بوربون (لويس الثاني).